# 몽골반
몽골반(蒙古斑, mongolian spot)은 신생아나 유아의 등 또는 엉덩이 등에 나타나는 청색반점으로 몽골계 인종이 지닌 특징의 하나라는 데서 붙여진 이름이다.

## 개요
몽골반 또는 몽골반점은 청색 반점이라고도 부르며, 동아시아과 동인도, 사하라 이남 아프리카인(니그로이드), 라틴 아메리카인에게 나타나며, 물결 테두리와 불규칙한 모양을 가진 편평한 모반으로 일반적으로 몽골로이드계 집단에 출현율이 높다. 아메리카 원주민 혈통의 미국인 90% 이상, 백인의 대략 5%~10%에서 보이기도 한다. 아프리카계 미국인 아기는 90~96%의 빈도로 몽골반 있습니다. 몽골반은 보통 생후 3년에서 5년 사이에 사라지며, 대부분 사춘기 이전에 사라진다. 예전에는 몽고반(또는 몽고반점)이라고 불렀다. 동양인의 몽고 반점은 일본의 황실 의사였던 에르빈 발츠에 의하여 서양 의학계에 처음 보고 되었다.

## 원인
몽고반은 피부와 관련된 선천적인 특성이다. 푸른 빛깔은 멜라닌세포라는 멜라닌 색소를 포함한 세포에 의해 나타난다. 멜라닌세포는 주로 표피라 불리는, 통상 피부로 불리는 부위보다 더 밑에 있는 조직에 존재한다. 일반적으로 하나 또는 그 이상의 개수의 점이 요천(등 하부), 궁둥이, 옆구리, 어깨 부분에에 나타난다. 이는 주로 배아 단계 발달 과정에서 신경관의 멜라닌세포 절반 또는 3분의 2 가량이 표피로 이동하지 못하여 발생한다.
몽고반점은 출생 후 2세까지가 가장 빛깔이 진하며 그 후 점차 퇴색하여 11∼12세가 되면 거의 보이지 않게 된다. 한편 몽골계 아시아인에게서 몽고반점이 많이 나타나는 이유는 멜라닌 세포가 백인보다 많기 때문이다. 한국 어린이의 경우 90% 이상에서 나타나고, 유럽 인종은 약 5% 정도에서 몽고반점이 보인다고 한다.
종교적인 이유로 보자면 서방의 아미타부처 동방의 약사여래불이 있는데 약사여래불이 “청금색의 의약의 인도자”라 불렸다고 한다. 스님들은 옛날에 모두 존재했던 사람들이라고 하는데 살아계셨을 적에 동방의 약왕보살로 불렸는데 1200년 동안 향유를 온몸에 바르고 공양을 하셨다고 한다. 몽고반을 가지고 태어나는 이유가 조상에 피부암을 지닌 동방의 조상 때문에 선천적으로 아기일때만 잠깐 나타나고 사라지는게 아닌지 예상된다.

## 빈도
신생아라면 종종 궁둥이부터 등에 이르기까지 하나 이상의 몽고반을 갖고 태어난다. 특히 90-95%의 한국인, 일본인, 몽골인과 80-85%의 미국 원주민이 해당한다. 또한 약 90%의 폴리네시아인과 미크로네시아인이 몽고반을 가지고 태어나며, 라틴 아메리카계열의 신생아중 46%도 몽고반을 가지고 태어난다고 알려져있다. 순수 백인 혈통에게서도 5-10%의 비율로 몽고반이 나타난다고 한다. 스페인 안달루시아 지방 세비야도의 코리아델리오에서는 상당히 높은 비율로 나타난다고 하는데, 이는 17세기 초에 방문한 일본 사절의 후예의 영향으로 보인다.

## 문화적 시각
몽고반은 일본어에서 "시리가 아오이"(尻が青い), 즉 "푸른 엉덩이"라 불리는데, 이는 미성숙함을 의미한다. 멕시코에서는 "녹색 엉덩이"(rabo verde), 즉 la patada de Cuauhtémoc 라 불리는데, 이는 "쿠아우테목의 발길질"이라는 의미를 갖고있다. 대한민국에서는 몽고반은 삼신할미가 아이를 어머니의 뱃속에서 나오도록 걷어찰 때 생긴 자국이라 생각한다.

## 같이 보기
- 백색증 (albinism)
- 루시즘 (leucism)
- 백피증 (leukoderma)